# Domérat
Domérat is een gemeente in het Franse departement Allier (regio Auvergne-Rhône-Alpes). De gemeente telde 8.665 inwoners op 1 januari 2022. De plaats maakt deel uit van het arrondissement Montluçon.
De plaats is ontstaan rond een houten mottekasteel, dat in het centrum van de gemeente stond. De romaanse kerk dateert uit de 12e eeuw. De kerk bezit een grote crypte en de transept van de kerk is beschermd als historisch monument in 1910. Domérat was lange tijd een landbouwgemeente gericht op de wijnbouw. Door de nabijheid van Montluçon en haar industrie kende de gemeente een belangrijke groei en kreeg ook zelf industrie (Dunlop en Sagem-Safran).

## Geografie
De oppervlakte van Domérat bedraagt 35,54 vierkante kilometer; Op 1 januari 2022 was de bevolkingsdichtheid 243,8 inwoners per km².
Naast de centrale plaats Domérat kent de gemeente verschillende gehuchten: Couraud, Ricros, Crevant, Givrette, Le Cros, Prunet.
De onderstaande kaart toont de ligging van Domérat met de belangrijkste infrastructuur en aangrenzende gemeenten.

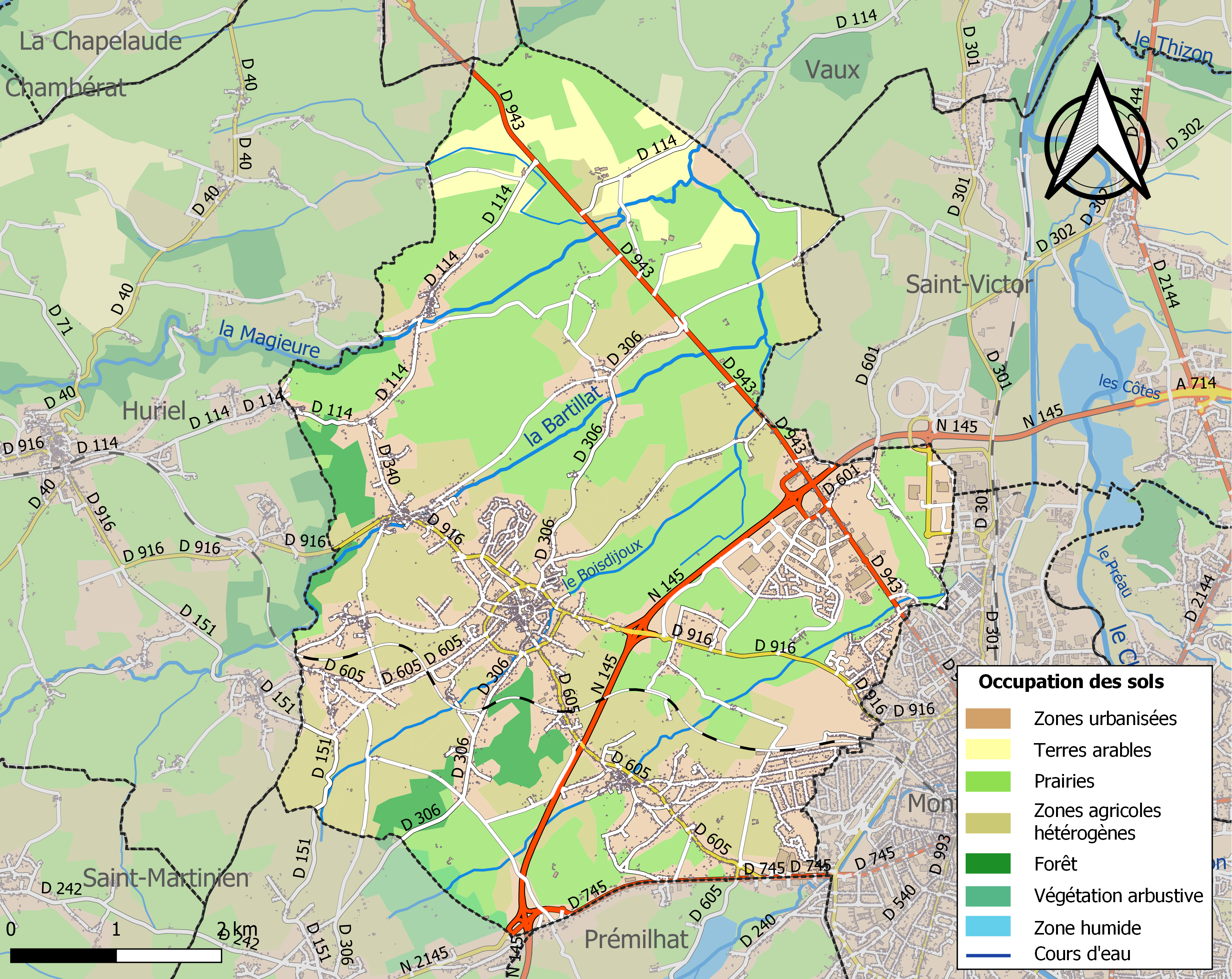

## Demografie
Onderstaande figuur toont het verloop van het inwonertal.
Vanwege een beveiligingsprobleem met de MediaWiki Graph-software is het momenteel niet mogelijk deze grafiek weer te geven. Zodra de software is bijgewerkt zal de grafiek vanzelf weer zichtbaar worden.